# 東国東郡

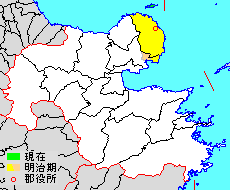
大分県東国東郡の位置

東国東郡（ひがしくにさきぐん）は、大分県の郡。
人口1,493人、面積6.99km²、人口密度214人/km²。（2025年2月1日、推計人口）
以下の1村を含む。
- 姫島村（ひめしまむら）

## 郡域
1878年（明治11年）に行政区画として発足した当時の郡域は、上記1村のほか、下記の区域にあたる。
- 国東市の全域
- 杵築市の一部（大内以東）

## 歴史

### 郡発足までの沿革
- 「旧高旧領取調帳」に記載されている明治初年時点での、国東郡のうち後の本郡域の支配は以下の通り。（108村2浦）

| 知行         | 知行               | 村数     | 村名 |
| ------------ | ------------------ | -------- | --- |
| 幕府領       | 熊本藩預地         | 9村      | 鬼籠村、西中村、東中村、上岐部村、中岐部村、下岐部村、岩戸寺村、堅来村、深江村 |
| 幕府領       | 旗本領             | 14村     | 櫛来村、伊美浦村、嶺村、浜村、大熊毛村、小熊毛村、向田村、中野村、小俣村、恒清村、糸永村、矢川村、山浦村、諸田村 |
| 藩領         | 豊後杵築藩         | 80村 2浦 | 西方寺村、竹田津村、竹田津浦、櫛海村、野田村、千灯村、赤根村、姫島、来浦村、長野村、浜村、中村、大恩寺村、藁蓑村、富来村、浜崎村、寺山村、富来浦、柳迫村、成仏村、下成仏村、見地村、中田村、川原村、北江村、吉木、田深村、今在家村、興導寺村、原村、赤松村、岩屋村（来崎郷）、横手村、安国寺村、小原村、上小原村、治郎丸村、綱井村、池ノ内村、重藤村、古市村、今市村、糸原村、三井寺村、志和利村、小城村、内田村、成吉村、手野村、麻田村、挾間村、丸小野村、吉広村、久末村、両子村、富永村、弁分村、杉山村、岩屋村（安岐郷）、成久村、中園村、瀬戸田村、下原村、古城村、西本村、横城村、塩屋村、奈多村、狩宿村、山口村、下山口村、大添村、菅尾村、守江村、篠原村、草場村、藤野川村、大内山村、灘手村、鍋倉村、野辺村、東鴨川村 |
| 藩領         | 肥前島原藩         | 3村      | 馬場村、掛樋村、吉松村 |
| 幕府領・藩領 | 熊本藩預地・杵築藩 | 1村      | 新涯村 |
| 幕府領・藩領 | 旗本領・島原藩     | 1村      | 油留木村 |

- 慶応4年
  - 8月28日（1868年10月13日） - 熊本藩預地が日田県の管轄となる[18]。
  - 8月 - 旗本領が日田県の管轄となる。
- 明治4年
  - 7月14日（1871年8月29日） - 廃藩置県により、藩領が島原県、杵築県の管轄となる。
  - 11月14日（1871年12月25日） - 第1次府県統合により、全域が大分県の管轄となる。同時に、以下の合併が行われる。（103村2浦）
  - 大恩寺村 ← 大恩寺村、藁蓑村
  - 富来浦 ← 富来浦、富来浦
  - 浜村 ← 浜村、中村
  - 浜崎村 ← 浜崎村、寺山村
  - 北江村 ← 北江村、吉木村
- 明治初年、以下の合併が行われる。（102村2浦）
  - 来浦村 ← 来浦村、長野村
- 明治8年（1875年）3月 - 以下の村浦の合併が行われる。（77村1浦）
  - 竹田津村 ← 竹田津村、竹田津浦
  - 野田村 ← 野田村、新涯村
  - 中村 ← 西中村、東中村
  - 岐部村 ← 上岐部村、中岐部村、下岐部村
  - 伊美村 ← 伊美浦村、嶺村、浜村
  - 鶴川村 ← 今在家村、興導寺村
  - 小原村 ← 小原村、上小原村
  - 古市村 ← 古市村、今市村
  - 明治村 ← 中野村、小俣村、諸田村
  - 朝来村 ← 久末村、弁分村
  - 富清村 ← 恒清村、富永村
  - 糸永村 ← 糸永村、杉山村
  - 掛樋村 ← 掛樋村、油留木村
  - 下原村 ← 下原村、古城村
  - 守江村 ← 守江村、灘手村、鍋倉村、野辺村
  - 大内村 ← 菅尾村、篠原村、草場村、藤野川村、大内山村
  - 岩屋村（安岐郷）が速見郡岩谷村、東鴨川村が同郡鴨川村のそれぞれ一部となる。

### 郡発足以降の沿革
- 明治11年（1878年）11月1日 - 郡区町村編制法の大分県での施行により、国東郡のうち鶴川村ほか77村1浦の区域に行政区画としての東国東郡が発足。郡役所が鶴川村に設置。

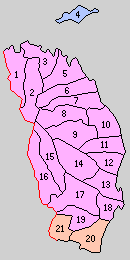
1.竹田津村 2.上伊美村 3.伊美村 4.姫島村 5.熊毛村 6.来浦村 7.富来村 8.上国崎村 9.豊崎村 10.国崎村 11.小原村 12.旭日村 13.武蔵村 14.中武蔵村 15.西武蔵村 16.朝来村 17.西安岐村 18.安岐村 19.南安岐村 20.奈狩江村 21.大内村（桃：国東市 橙：杵築市 青：合併なし）

- 明治17年（1884年） - 堅来村が改称して東堅来村となる。
- 明治22年（1889年）4月1日 - 町村制の施行により、以下の町村が発足。特記以外は現・国東市。（21村）
  - 竹田津村 ← 西方寺村、竹田津村、鬼籠村、櫛海村
  - 上伊美村 ← 赤根村、千灯村、野田村
  - 伊美村 ← 中村、伊美村、櫛来村
  - 姫島村（姫島が単独村制。現存）
  - 熊毛村 ← 岐部村、小熊毛村、大熊毛村、向田村
  - 来浦村 ← 岩戸寺村、来浦村、浜村
  - 富来村 ← 深江村、東堅来村、富来浦、浜崎村、富来村、大恩寺村
  - 上国崎村 ← 成仏村、下成仏村、見地村、中田村
  - 豊崎村 ← 横手村、赤松村、岩屋村、原村
  - 国崎村 ← 川原村、北江村、田深村、安国寺村、鶴川村
  - 小原村（単独村制）
  - 旭日村 ← 治郎丸村、綱井村、重藤村、池ノ内村
  - 武蔵村 ← 内田村、古市村、糸原村、小城村、三井寺村、成吉村、志和利村
  - 中武蔵村 ← 手野村、吉広村、麻田村、狭間村、丸小野村
  - 西武蔵村 ← 両子村、富清村、糸永村
  - 朝来村 ← 明治村、朝来村、矢川村
  - 西安岐村 ← 掛樋村、山浦村、吉松村、瀬戸田村、成久村、中園村
  - 安岐村 ← 馬場村、下原村、塩屋村
  - 南安岐村 ← 西本村、下山口村、山口村、大添村
  - 奈狩江村 ← 横城村、奈多村、狩宿村、守江村（現・杵築市）
  - 大内村（単独村制。現・杵築市）
- 明治24年（1891年）4月1日 - 郡制を施行。
- 明治27年（1894年）11月16日 - 国崎村が町制施行・改称して国東町となる。（1町20村）
- 明治30年（1897年）3月16日（3町18村）
  - 富来村が町制施行して富来町となる。
  - 安岐村が町制施行して安岐町となる。
- 明治31年（1898年）5月10日 - 武蔵村が町制施行して武蔵町となる。（4町17村）
- 明治34年（1901年）4月1日 - 国東町・小原村が合併し、改めて国東町が発足。（4町16村）
- 大正2年（1913年）1月1日 - 竹田津村が町制施行して竹田津町となる。（5町15村）
- 大正10年（1921年）4月1日 - 来浦村が町制施行して来浦町となる。（6町14村）
- 大正12年（1923年）4月1日
  - 西安岐村が町制施行して西安岐町となる。（7町13村）
  - 郡会が廃止。郡役所は存続。
- 大正15年（1926年）7月1日 - 郡役所が廃止。以降は地域区分名称となる。
- 昭和8年（1933年）4月1日 - 大内村が速見郡杵築町と合併し、改めて速見郡杵築町が発足。（7町12村）
- 昭和15年（1940年）12月23日 - 伊美村・上伊美村が合併し、改めて伊美村が発足。（7町11村）
- 昭和17年（1942年）7月1日 - 「東国東地方事務所」が国東町に設置され、本郡を管轄。
- 昭和26年（1951年）1月1日 - 伊美村が町制施行して伊美町となる。（8町10村）
- 昭和29年（1954年）3月31日（5町3村）
  - 来浦町・富来町・上国崎村・豊崎村・国東町全域および旭日村の一部（綱井・重藤・治郎丸）が合併し、改めて国東町が発足。
  - 武蔵町・中武蔵村全域および旭日村の残部（池ノ内）が合併し、改めて武蔵町が発足。
  - 西武蔵村・朝来村・西安岐町・南安岐村・安岐町全域および奈狩江村の一部（大字横城のうち荒巻）が合併し、改めて安岐町が発足。
- 昭和30年（1955年）4月1日（5町1村）
  - 奈狩江村が速見郡八坂村・杵築町・北杵築村と合併して杵築市が発足し、郡より離脱。
  - 伊美町・熊毛村が合併して国見町が発足。
- 昭和35年（1960年）3月31日 - 国見町・竹田津町が合併し、改めて国見町が発足。（4町1村）
- 平成18年（2006年）3月31日 - 国見町・国東町・武蔵町・安岐町が合併して国東市が発足し、郡より離脱。（1村）

### 変遷表
| 明治以前 | 明治以前 | 明治初年 - 明治22年    | 明治22年 4月1日 町村制施行 | 明治22年 - 昭和19年               | 昭和20年 - 昭和29年        | 昭和30年 - 昭和34年         | 昭和35年 - 昭和64年    | 平成元年 - 現在              | 現在   |
| -------- | -------- | ---------------------- | -------------------------- | --------------------------------- | -------------------------- | --------------------------- | ---------------------- | ---------------------------- | ------ |
| 姫島     | 姫島     | 姫島                   | 姫島村                     | 姫島村                            | 姫島村                     | 姫島村                      | 姫島村                 | 姫島村                       | 姫島村 |
| 西中村   | 西中村   | 明治8年 中村           | 伊美村                     | 伊美村                            | 昭和26年1月1日 町制 伊美町 | 昭和30年4月1日 国見町       | 昭和35年3月31日 国見町 | 平成18年3月31日 国東市       | 国東市 |
| 東中村   |          | 明治8年 中村           | 伊美村                     | 伊美村                            | 昭和26年1月1日 町制 伊美町 | 昭和30年4月1日 国見町       | 昭和35年3月31日 国見町 | 平成18年3月31日 国東市       | 国東市 |
| 伊美浦村 | 伊美浦村 | 明治8年 伊美村         | 伊美村                     | 伊美村                            | 昭和26年1月1日 町制 伊美町 | 昭和30年4月1日 国見町       | 昭和35年3月31日 国見町 | 平成18年3月31日 国東市       | 国東市 |
| 嶺村     |          | 明治8年 伊美村         | 伊美村                     | 伊美村                            | 昭和26年1月1日 町制 伊美町 | 昭和30年4月1日 国見町       | 昭和35年3月31日 国見町 | 平成18年3月31日 国東市       | 国東市 |
| 浜村     |          | 明治8年 伊美村         | 伊美村                     | 伊美村                            | 昭和26年1月1日 町制 伊美町 | 昭和30年4月1日 国見町       | 昭和35年3月31日 国見町 | 平成18年3月31日 国東市       | 国東市 |
| 櫛来村   | 櫛来村   | 櫛来村                 | 伊美村                     | 伊美村                            | 昭和26年1月1日 町制 伊美町 | 昭和30年4月1日 国見町       | 昭和35年3月31日 国見町 | 平成18年3月31日 国東市       | 国東市 |
| 赤根村   | 赤根村   | 赤根村                 | 上伊美村                   | 昭和15年12月23日 伊美村に編入     | 昭和26年1月1日 町制 伊美町 | 昭和30年4月1日 国見町       | 昭和35年3月31日 国見町 | 平成18年3月31日 国東市       | 国東市 |
| 千灯村   | 千灯村   | 千灯村                 | 上伊美村                   | 昭和15年12月23日 伊美村に編入     | 昭和26年1月1日 町制 伊美町 | 昭和30年4月1日 国見町       | 昭和35年3月31日 国見町 | 平成18年3月31日 国東市       | 国東市 |
| 野田村   | 野田村   | 明治8年 野田村         | 上伊美村                   | 昭和15年12月23日 伊美村に編入     | 昭和26年1月1日 町制 伊美町 | 昭和30年4月1日 国見町       | 昭和35年3月31日 国見町 | 平成18年3月31日 国東市       | 国東市 |
| 新涯村   |          | 明治8年 野田村         | 上伊美村                   | 昭和15年12月23日 伊美村に編入     | 昭和26年1月1日 町制 伊美町 | 昭和30年4月1日 国見町       | 昭和35年3月31日 国見町 | 平成18年3月31日 国東市       | 国東市 |
| 上岐部村 | 上岐部村 | 明治8年 岐部村         | 熊毛村                     | 熊毛村                            | 熊毛村                     | 昭和30年4月1日 国見町       | 昭和35年3月31日 国見町 | 平成18年3月31日 国東市       | 国東市 |
| 中岐部村 |          | 明治8年 岐部村         | 熊毛村                     | 熊毛村                            | 熊毛村                     | 昭和30年4月1日 国見町       | 昭和35年3月31日 国見町 | 平成18年3月31日 国東市       | 国東市 |
| 下岐部村 |          | 明治8年 岐部村         | 熊毛村                     | 熊毛村                            | 熊毛村                     | 昭和30年4月1日 国見町       | 昭和35年3月31日 国見町 | 平成18年3月31日 国東市       | 国東市 |
| 小熊毛村 | 小熊毛村 | 小熊毛村               | 熊毛村                     | 熊毛村                            | 熊毛村                     | 昭和30年4月1日 国見町       | 昭和35年3月31日 国見町 | 平成18年3月31日 国東市       | 国東市 |
| 大熊毛村 | 大熊毛村 | 大熊毛村               | 熊毛村                     | 熊毛村                            | 熊毛村                     | 昭和30年4月1日 国見町       | 昭和35年3月31日 国見町 | 平成18年3月31日 国東市       | 国東市 |
| 向田村   | 向田村   | 向田村                 | 熊毛村                     | 熊毛村                            | 熊毛村                     | 昭和30年4月1日 国見町       | 昭和35年3月31日 国見町 | 平成18年3月31日 国東市       | 国東市 |
| 西方寺村 | 西方寺村 | 西方寺村               | 竹田津村                   | 大正2年1月1日 町制 竹田津町       | 竹田津町                   | 竹田津町                    | 昭和35年3月31日 国見町 | 平成18年3月31日 国東市       | 国東市 |
| 竹田津村 | 竹田津村 | 明治8年 竹田津村       | 竹田津村                   | 大正2年1月1日 町制 竹田津町       | 竹田津町                   | 竹田津町                    | 昭和35年3月31日 国見町 | 平成18年3月31日 国東市       | 国東市 |
| 竹田津浦 |          | 明治8年 竹田津村       | 竹田津村                   | 大正2年1月1日 町制 竹田津町       | 竹田津町                   | 竹田津町                    | 昭和35年3月31日 国見町 | 平成18年3月31日 国東市       | 国東市 |
| 鬼籠村   | 鬼籠村   | 鬼籠村                 | 竹田津村                   | 大正2年1月1日 町制 竹田津町       | 竹田津町                   | 竹田津町                    | 昭和35年3月31日 国見町 | 平成18年3月31日 国東市       | 国東市 |
| 櫛海村   | 櫛海村   | 櫛海村                 | 竹田津村                   | 大正2年1月1日 町制 竹田津町       | 竹田津町                   | 竹田津町                    | 昭和35年3月31日 国見町 | 平成18年3月31日 国東市       | 国東市 |
| 川原村   | 川原村   | 川原村                 | 国崎村                     | 明治27年11月16日 町制改称 国東町  | 昭和29年3月31日 国東町     | 国東町                      | 国東町                 | 平成18年3月31日 国東市       | 国東市 |
| 北江村   | 北江村   | 明治4年 北江村         | 国崎村                     | 明治27年11月16日 町制改称 国東町  | 昭和29年3月31日 国東町     | 国東町                      | 国東町                 | 平成18年3月31日 国東市       | 国東市 |
| 中村     |          | 明治4年 北江村         | 国崎村                     | 明治27年11月16日 町制改称 国東町  | 昭和29年3月31日 国東町     | 国東町                      | 国東町                 | 平成18年3月31日 国東市       | 国東市 |
| 田深村   | 田深村   | 田深村                 | 国崎村                     | 明治27年11月16日 町制改称 国東町  | 昭和29年3月31日 国東町     | 国東町                      | 国東町                 | 平成18年3月31日 国東市       | 国東市 |
| 安国寺村 | 安国寺村 | 安国寺村               | 国崎村                     | 明治27年11月16日 町制改称 国東町  | 昭和29年3月31日 国東町     | 国東町                      | 国東町                 | 平成18年3月31日 国東市       | 国東市 |
| 今在家村 | 今在家村 | 明治8年 鶴川村         | 国崎村                     | 明治27年11月16日 町制改称 国東町  | 昭和29年3月31日 国東町     | 国東町                      | 国東町                 | 平成18年3月31日 国東市       | 国東市 |
| 興導寺村 |          | 明治8年 鶴川村         | 国崎村                     | 明治27年11月16日 町制改称 国東町  | 昭和29年3月31日 国東町     | 国東町                      | 国東町                 | 平成18年3月31日 国東市       | 国東市 |
| 小原村   | 小原村   | 明治8年 小原村         | 小原村                     | 明治34年4月1日 国東町に編入       | 昭和29年3月31日 国東町     | 国東町                      | 国東町                 | 平成18年3月31日 国東市       | 国東市 |
| 上小原村 |          | 明治8年 小原村         | 小原村                     | 明治34年4月1日 国東町に編入       | 昭和29年3月31日 国東町     | 国東町                      | 国東町                 | 平成18年3月31日 国東市       | 国東市 |
| 深江村   | 深江村   | 深江村                 | 富来村                     | 明治30年3月9日 町制 富来町        | 昭和29年3月31日 国東町     | 国東町                      | 国東町                 | 平成18年3月31日 国東市       | 国東市 |
| 富来村   | 富来村   | 富来村                 | 富来村                     | 明治30年3月9日 町制 富来町        | 昭和29年3月31日 国東町     | 国東町                      | 国東町                 | 平成18年3月31日 国東市       | 国東市 |
| 富来浦   | 富来浦   | 明治4年 富来浦         | 富来村                     | 明治30年3月9日 町制 富来町        | 昭和29年3月31日 国東町     | 国東町                      | 国東町                 | 平成18年3月31日 国東市       | 国東市 |
| 柳迫村   |          | 明治4年 富来浦         | 富来村                     | 明治30年3月9日 町制 富来町        | 昭和29年3月31日 国東町     | 国東町                      | 国東町                 | 平成18年3月31日 国東市       | 国東市 |
| 浜崎村   | 浜崎村   | 明治4年 浜崎村         | 富来村                     | 明治30年3月9日 町制 富来町        | 昭和29年3月31日 国東町     | 国東町                      | 国東町                 | 平成18年3月31日 国東市       | 国東市 |
| 寺山村   |          | 明治4年 浜崎村         | 富来村                     | 明治30年3月9日 町制 富来町        | 昭和29年3月31日 国東町     | 国東町                      | 国東町                 | 平成18年3月31日 国東市       | 国東市 |
| 大恩寺村 | 大恩寺村 | 明治4年 大恩寺村       | 富来村                     | 明治30年3月9日 町制 富来町        | 昭和29年3月31日 国東町     | 国東町                      | 国東町                 | 平成18年3月31日 国東市       | 国東市 |
| 藁蓑村   |          | 明治4年 大恩寺村       | 富来村                     | 明治30年3月9日 町制 富来町        | 昭和29年3月31日 国東町     | 国東町                      | 国東町                 | 平成18年3月31日 国東市       | 国東市 |
| 堅来村   | 堅来村   | 明治17年 改称 東堅来村 | 富来村                     | 明治30年3月9日 町制 富来町        | 昭和29年3月31日 国東町     | 国東町                      | 国東町                 | 平成18年3月31日 国東市       | 国東市 |
| 岩戸寺村 | 岩戸寺村 | 岩戸寺村               | 来浦村                     | 大正10年4月1日 町制 来浦町        | 昭和29年3月31日 国東町     | 国東町                      | 国東町                 | 平成18年3月31日 国東市       | 国東市 |
| 来浦村   | 来浦村   | 明治初年 来浦村        | 来浦村                     | 大正10年4月1日 町制 来浦町        | 昭和29年3月31日 国東町     | 国東町                      | 国東町                 | 平成18年3月31日 国東市       | 国東市 |
| 長野村   |          | 明治初年 来浦村        | 来浦村                     | 大正10年4月1日 町制 来浦町        | 昭和29年3月31日 国東町     | 国東町                      | 国東町                 | 平成18年3月31日 国東市       | 国東市 |
| 浜村     | 浜村     | 浜村                   | 来浦村                     | 大正10年4月1日 町制 来浦町        | 昭和29年3月31日 国東町     | 国東町                      | 国東町                 | 平成18年3月31日 国東市       | 国東市 |
| 横手村   | 横手村   | 横手村                 | 豊崎村                     | 豊崎村                            | 昭和29年3月31日 国東町     | 国東町                      | 国東町                 | 平成18年3月31日 国東市       | 国東市 |
| 赤松村   | 赤松村   | 赤松村                 | 豊崎村                     | 豊崎村                            | 昭和29年3月31日 国東町     | 国東町                      | 国東町                 | 平成18年3月31日 国東市       | 国東市 |
| 岩屋村   | 岩屋村   | 岩屋村                 | 豊崎村                     | 豊崎村                            | 昭和29年3月31日 国東町     | 国東町                      | 国東町                 | 平成18年3月31日 国東市       | 国東市 |
| 原村     | 原村     | 原村                   | 豊崎村                     | 豊崎村                            | 昭和29年3月31日 国東町     | 国東町                      | 国東町                 | 平成18年3月31日 国東市       | 国東市 |
| 成仏村   | 成仏村   | 成仏村                 | 上国崎村                   | 上国崎村                          | 昭和29年3月31日 国東町     | 国東町                      | 国東町                 | 平成18年3月31日 国東市       | 国東市 |
| 下成仏村 | 下成仏村 | 下成仏村               | 上国崎村                   | 上国崎村                          | 昭和29年3月31日 国東町     | 国東町                      | 国東町                 | 平成18年3月31日 国東市       | 国東市 |
| 見地村   | 見地村   | 見地村                 | 上国崎村                   | 上国崎村                          | 昭和29年3月31日 国東町     | 国東町                      | 国東町                 | 平成18年3月31日 国東市       | 国東市 |
| 中田村   | 中田村   | 中田村                 | 上国崎村                   | 上国崎村                          | 昭和29年3月31日 国東町     | 国東町                      | 国東町                 | 平成18年3月31日 国東市       | 国東市 |
| 治郎丸村 | 治郎丸村 | 治郎丸村               | 旭日村                     | 旭日村                            | 昭和29年3月31日 国東町     | 国東町                      | 国東町                 | 平成18年3月31日 国東市       | 国東市 |
| 綱井村   | 綱井村   | 綱井村                 | 旭日村                     | 旭日村                            | 昭和29年3月31日 国東町     | 国東町                      | 国東町                 | 平成18年3月31日 国東市       | 国東市 |
| 重藤村   | 重藤村   | 重藤村                 | 旭日村                     | 旭日村                            | 昭和29年3月31日 国東町     | 国東町                      | 国東町                 | 平成18年3月31日 国東市       | 国東市 |
| 池ノ内村 | 池ノ内村 | 池ノ内村               | 旭日村                     | 旭日村                            | 昭和29年3月31日 武蔵町     | 武蔵町                      | 武蔵町                 | 平成18年3月31日 国東市       | 国東市 |
| 内田村   | 内田村   | 内田村                 | 武蔵村                     | 明治31年5月3日 町制 武蔵町        | 昭和29年3月31日 武蔵町     | 武蔵町                      | 武蔵町                 | 平成18年3月31日 国東市       | 国東市 |
| 古市村   | 古市村   | 明治8年 古市村         | 武蔵村                     | 明治31年5月3日 町制 武蔵町        | 昭和29年3月31日 武蔵町     | 武蔵町                      | 武蔵町                 | 平成18年3月31日 国東市       | 国東市 |
| 今市村   |          | 明治8年 古市村         | 武蔵村                     | 明治31年5月3日 町制 武蔵町        | 昭和29年3月31日 武蔵町     | 武蔵町                      | 武蔵町                 | 平成18年3月31日 国東市       | 国東市 |
| 糸原村   | 糸原村   | 糸原村                 | 武蔵村                     | 明治31年5月3日 町制 武蔵町        | 昭和29年3月31日 武蔵町     | 武蔵町                      | 武蔵町                 | 平成18年3月31日 国東市       | 国東市 |
| 小城村   | 小城村   | 小城村                 | 武蔵村                     | 明治31年5月3日 町制 武蔵町        | 昭和29年3月31日 武蔵町     | 武蔵町                      | 武蔵町                 | 平成18年3月31日 国東市       | 国東市 |
| 三井寺村 | 三井寺村 | 三井寺村               | 武蔵村                     | 明治31年5月3日 町制 武蔵町        | 昭和29年3月31日 武蔵町     | 武蔵町                      | 武蔵町                 | 平成18年3月31日 国東市       | 国東市 |
| 成吉村   | 成吉村   | 成吉村                 | 武蔵村                     | 明治31年5月3日 町制 武蔵町        | 昭和29年3月31日 武蔵町     | 武蔵町                      | 武蔵町                 | 平成18年3月31日 国東市       | 国東市 |
| 志和利村 | 志和利村 | 志和利村               | 武蔵村                     | 明治31年5月3日 町制 武蔵町        | 昭和29年3月31日 武蔵町     | 武蔵町                      | 武蔵町                 | 平成18年3月31日 国東市       | 国東市 |
| 手野村   | 手野村   | 手野村                 | 中武蔵村                   | 中武蔵村                          | 昭和29年3月31日 武蔵町     | 武蔵町                      | 武蔵町                 | 平成18年3月31日 国東市       | 国東市 |
| 吉広村   | 吉広村   | 吉広村                 | 中武蔵村                   | 中武蔵村                          | 昭和29年3月31日 武蔵町     | 武蔵町                      | 武蔵町                 | 平成18年3月31日 国東市       | 国東市 |
| 麻田村   | 麻田村   | 麻田村                 | 中武蔵村                   | 中武蔵村                          | 昭和29年3月31日 武蔵町     | 武蔵町                      | 武蔵町                 | 平成18年3月31日 国東市       | 国東市 |
| 挾間村   | 挾間村   | 挾間村                 | 中武蔵村                   | 中武蔵村                          | 昭和29年3月31日 武蔵町     | 武蔵町                      | 武蔵町                 | 平成18年3月31日 国東市       | 国東市 |
| 丸小野村 | 丸小野村 | 丸小野村               | 中武蔵村                   | 中武蔵村                          | 昭和29年3月31日 武蔵町     | 武蔵町                      | 武蔵町                 | 平成18年3月31日 国東市       | 国東市 |
| 馬場村   | 馬場村   | 馬場村                 | 安岐村                     | 明治30年3月9日 町制 安岐町        | 昭和29年3月31日 安岐町     | 安岐町                      | 安岐町                 | 平成18年3月31日 国東市       | 国東市 |
| 古城村   | 古城村   | 明治8年 下原村         | 安岐村                     | 明治30年3月9日 町制 安岐町        | 昭和29年3月31日 安岐町     | 安岐町                      | 安岐町                 | 平成18年3月31日 国東市       | 国東市 |
| 下原村   |          | 明治8年 下原村         | 安岐村                     | 明治30年3月9日 町制 安岐町        | 昭和29年3月31日 安岐町     | 安岐町                      | 安岐町                 | 平成18年3月31日 国東市       | 国東市 |
| 塩屋村   | 塩屋村   | 塩屋村                 | 安岐村                     | 明治30年3月9日 町制 安岐町        | 昭和29年3月31日 安岐町     | 安岐町                      | 安岐町                 | 平成18年3月31日 国東市       | 国東市 |
| 掛樋村   | 掛樋村   | 明治8年 掛樋村         | 西安岐村                   | 大正12年4月1日 町制 西安岐町      | 昭和29年3月31日 安岐町     | 安岐町                      | 安岐町                 | 平成18年3月31日 国東市       | 国東市 |
| 油留木村 |          | 明治8年 掛樋村         | 西安岐村                   | 大正12年4月1日 町制 西安岐町      | 昭和29年3月31日 安岐町     | 安岐町                      | 安岐町                 | 平成18年3月31日 国東市       | 国東市 |
| 山浦村   | 山浦村   | 山浦村                 | 西安岐村                   | 大正12年4月1日 町制 西安岐町      | 昭和29年3月31日 安岐町     | 安岐町                      | 安岐町                 | 平成18年3月31日 国東市       | 国東市 |
| 吉松村   | 吉松村   | 吉松村                 | 西安岐村                   | 大正12年4月1日 町制 西安岐町      | 昭和29年3月31日 安岐町     | 安岐町                      | 安岐町                 | 平成18年3月31日 国東市       | 国東市 |
| 瀬戸田村 | 瀬戸田村 | 瀬戸田村               | 西安岐村                   | 大正12年4月1日 町制 西安岐町      | 昭和29年3月31日 安岐町     | 安岐町                      | 安岐町                 | 平成18年3月31日 国東市       | 国東市 |
| 成久村   | 成久村   | 成久村                 | 西安岐村                   | 大正12年4月1日 町制 西安岐町      | 昭和29年3月31日 安岐町     | 安岐町                      | 安岐町                 | 平成18年3月31日 国東市       | 国東市 |
| 中園村   | 中園村   | 中園村                 | 西安岐村                   | 大正12年4月1日 町制 西安岐町      | 昭和29年3月31日 安岐町     | 安岐町                      | 安岐町                 | 平成18年3月31日 国東市       | 国東市 |
| 西本村   | 西本村   | 西本村                 | 南安岐村                   | 南安岐村                          | 昭和29年3月31日 安岐町     | 安岐町                      | 安岐町                 | 平成18年3月31日 国東市       | 国東市 |
| 下山口村 | 下山口村 | 下山口村               | 南安岐村                   | 南安岐村                          | 昭和29年3月31日 安岐町     | 安岐町                      | 安岐町                 | 平成18年3月31日 国東市       | 国東市 |
| 山口村   | 山口村   | 山口村                 | 南安岐村                   | 南安岐村                          | 昭和29年3月31日 安岐町     | 安岐町                      | 安岐町                 | 平成18年3月31日 国東市       | 国東市 |
| 大添村   | 大添村   | 大添村                 | 南安岐村                   | 南安岐村                          | 昭和29年3月31日 安岐町     | 安岐町                      | 安岐町                 | 平成18年3月31日 国東市       | 国東市 |
| 両子村   | 両子村   | 両子村                 | 西武蔵村                   | 西武蔵村                          | 昭和29年3月31日 安岐町     | 安岐町                      | 安岐町                 | 平成18年3月31日 国東市       | 国東市 |
| 恒清村   | 恒清村   | 明治8年 富清村         | 西武蔵村                   | 西武蔵村                          | 昭和29年3月31日 安岐町     | 安岐町                      | 安岐町                 | 平成18年3月31日 国東市       | 国東市 |
| 富永村   |          | 明治8年 富清村         | 西武蔵村                   | 西武蔵村                          | 昭和29年3月31日 安岐町     | 安岐町                      | 安岐町                 | 平成18年3月31日 国東市       | 国東市 |
| 杉山村   | 杉山村   | 明治8年 糸永村         | 西武蔵村                   | 西武蔵村                          | 昭和29年3月31日 安岐町     | 安岐町                      | 安岐町                 | 平成18年3月31日 国東市       | 国東市 |
| 糸永村   |          | 明治8年 糸永村         | 西武蔵村                   | 西武蔵村                          | 昭和29年3月31日 安岐町     | 安岐町                      | 安岐町                 | 平成18年3月31日 国東市       | 国東市 |
| 中野村   | 中野村   | 明治8年 明治村         | 朝来村                     | 朝来村                            | 昭和29年3月31日 安岐町     | 安岐町                      | 安岐町                 | 平成18年3月31日 国東市       | 国東市 |
| 小俣村   |          | 明治8年 明治村         | 朝来村                     | 朝来村                            | 昭和29年3月31日 安岐町     | 安岐町                      | 安岐町                 | 平成18年3月31日 国東市       | 国東市 |
| 諸田村   |          | 明治8年 明治村         | 朝来村                     | 朝来村                            | 昭和29年3月31日 安岐町     | 安岐町                      | 安岐町                 | 平成18年3月31日 国東市       | 国東市 |
| 久末村   | 久末村   | 明治8年 朝来村         | 朝来村                     | 朝来村                            | 昭和29年3月31日 安岐町     | 安岐町                      | 安岐町                 | 平成18年3月31日 国東市       | 国東市 |
| 弁分村   |          | 明治8年 朝来村         | 朝来村                     | 朝来村                            | 昭和29年3月31日 安岐町     | 安岐町                      | 安岐町                 | 平成18年3月31日 国東市       | 国東市 |
| 矢川村   | 矢川村   | 矢川村                 | 朝来村                     | 朝来村                            | 昭和29年3月31日 安岐町     | 安岐町                      | 安岐町                 | 平成18年3月31日 国東市       | 国東市 |
| 横城村   | 一部     | 横城村                 | 奈狩江村                   | 奈狩江村                          | 昭和29年3月31日 安岐町     | 安岐町                      | 安岐町                 | 平成18年3月31日 国東市       | 国東市 |
| 横城村   | 一部     | 横城村                 | 奈狩江村                   | 奈狩江村                          | 奈狩江村                   | 昭和30年4月1日 杵築市の一部 | 杵築市の一部           | 平成17年10月1日 杵築市の一部 | 杵築市 |
| 奈多村   | 奈多村   | 奈多村                 | 奈狩江村                   | 奈狩江村                          | 奈狩江村                   | 昭和30年4月1日 杵築市の一部 | 杵築市の一部           | 平成17年10月1日 杵築市の一部 | 杵築市 |
| 狩宿村   | 狩宿村   | 狩宿村                 | 奈狩江村                   | 奈狩江村                          | 奈狩江村                   | 昭和30年4月1日 杵築市の一部 | 杵築市の一部           | 平成17年10月1日 杵築市の一部 | 杵築市 |
| 守江村   | 守江村   | 明治8年 守江村         | 奈狩江村                   | 奈狩江村                          | 奈狩江村                   | 昭和30年4月1日 杵築市の一部 | 杵築市の一部           | 平成17年10月1日 杵築市の一部 | 杵築市 |
| 灘手村   |          | 明治8年 守江村         | 奈狩江村                   | 奈狩江村                          | 奈狩江村                   | 昭和30年4月1日 杵築市の一部 | 杵築市の一部           | 平成17年10月1日 杵築市の一部 | 杵築市 |
| 鍋倉村   |          | 明治8年 守江村         | 奈狩江村                   | 奈狩江村                          | 奈狩江村                   | 昭和30年4月1日 杵築市の一部 | 杵築市の一部           | 平成17年10月1日 杵築市の一部 | 杵築市 |
| 野辺村   |          | 明治8年 守江村         | 奈狩江村                   | 奈狩江村                          | 奈狩江村                   | 昭和30年4月1日 杵築市の一部 | 杵築市の一部           | 平成17年10月1日 杵築市の一部 | 杵築市 |
| 菅尾村   | 菅尾村   | 明治8年 大内村         | 大内村                     | 昭和8年4月1日 速見郡 杵築町の一部 | 杵築町の一部               | 昭和30年4月1日 杵築市の一部 | 杵築市の一部           | 平成17年10月1日 杵築市の一部 | 杵築市 |
| 篠原村   |          | 明治8年 大内村         | 大内村                     | 昭和8年4月1日 速見郡 杵築町の一部 | 杵築町の一部               | 昭和30年4月1日 杵築市の一部 | 杵築市の一部           | 平成17年10月1日 杵築市の一部 | 杵築市 |
| 草場村   |          | 明治8年 大内村         | 大内村                     | 昭和8年4月1日 速見郡 杵築町の一部 | 杵築町の一部               | 昭和30年4月1日 杵築市の一部 | 杵築市の一部           | 平成17年10月1日 杵築市の一部 | 杵築市 |
| 藤野川村 |          | 明治8年 大内村         | 大内村                     | 昭和8年4月1日 速見郡 杵築町の一部 | 杵築町の一部               | 昭和30年4月1日 杵築市の一部 | 杵築市の一部           | 平成17年10月1日 杵築市の一部 | 杵築市 |
| 大内山村 |          | 明治8年 大内村         | 大内村                     | 昭和8年4月1日 速見郡 杵築町の一部 | 杵築町の一部               | 昭和30年4月1日 杵築市の一部 | 杵築市の一部           | 平成17年10月1日 杵築市の一部 | 杵築市 |

## 行政
歴代郡長
| 代 | 氏名 | 就任年月日                | 退任年月日                | 備考                   |
| -- | ---- | ------------------------- | ------------------------- | ---------------------- |
| 1  |      | 明治11年（1878年）11月1日 |                           |                        |
|    |      |                           | 大正15年（1926年）6月30日 | 郡役所廃止により、廃官 |